# パレネ (衛星)
パレネ (Saturn XXXIII Pallene) は、土星の第33衛星である。非常に小さい天体であり、2004年に土星探査機カッシーニの調査チームによって発見された。付近を公転するメトネと共に、カッシーニが撮影した画像の中から発見された初めての衛星である。

## 発見と命名
パレネは、カッシーニが撮影した画像の中から、カッシーニの画像解析に携わるチームによって2004年6月1日に発見された。メトネの発見と合わせて、同年8月16日に国際天文学連合のサーキュラーで公表され、S/2004 S 2 という仮符号が与えられた。その後2005年1月21日に、ギリシア神話の巨人「ギガース」の一人、アルキオネウスの7人の娘の一人パレネに因んで命名され、Saturn XXXIII という確定番号が与えられた。
2004年の発見以降に、この衛星がボイジャー2号によって1981年8月23日に撮影されていたことが明らかになった。ボイジャー2号が土星に接近して観測した際にこの天体の写真が1枚だけ撮影されており、このときは S/1981 S 14 という仮符号が与えられていた。土星からおよそ 200,000 km 離れた位置に発見されたものの、その他の画像には写っていなかったため、その段階では軌道を決定することができなかった。2004年の発見報告の段階では、メトネと S/1981 S 14 が同一の天体である可能性に言及されていたが、後の軌道の比較ではパレネと同一の天体であることが示されている。

## 軌道
パレネは、ミマスとエンケラドゥスの間の軌道を公転している。パレネは、エンケラドゥスによる摂動的な平均経度の共鳴によって軌道に影響を受けている。ただし、これはミマスによってメトネに与えられる摂動ほどは大きくない。この共鳴によってパレネの接触軌道要素は変動しており、軌道長半径は 4 km 程度、近土点経度は 0.02° (距離に直すと 75 km に相当する) の変動をしている。軌道離心率も複数の時間スケールで 0.002 から 0.006 の間を変動し、また軌道傾斜角も 0.174&deg から 0.184° の間を変動している。
アンテおよびメトネと極めて近い軌道を持つことから、これらの衛星は力学的に密接な関係にあると推測されている。これらの3つの衛星の起源については、ミマスかエンケラドゥスから分離したという説と、初期に周辺に大量に存在した小衛星の集団の生き残りであるという説がある。

## 土星の環との関係
2006年にカッシーニによって、パレネと同じ軌道にある薄いダストの環が発見され、R/2006 S 2 という仮符号が与えられた。環を構成するダストの前方散乱光を観測することによって検出されている。この環は半径方向におよそ 2,500 km の広がりを持っており、パレネ環と呼ばれている。パレネの表面衝突した微小隕石によって放出された物質で構成されていると考えられている。